# Syagrus
Syagrus är ett släkte av enhjärtbladiga växter. Syagrus ingår i familjen Arecaceae.

## Bildgalleri

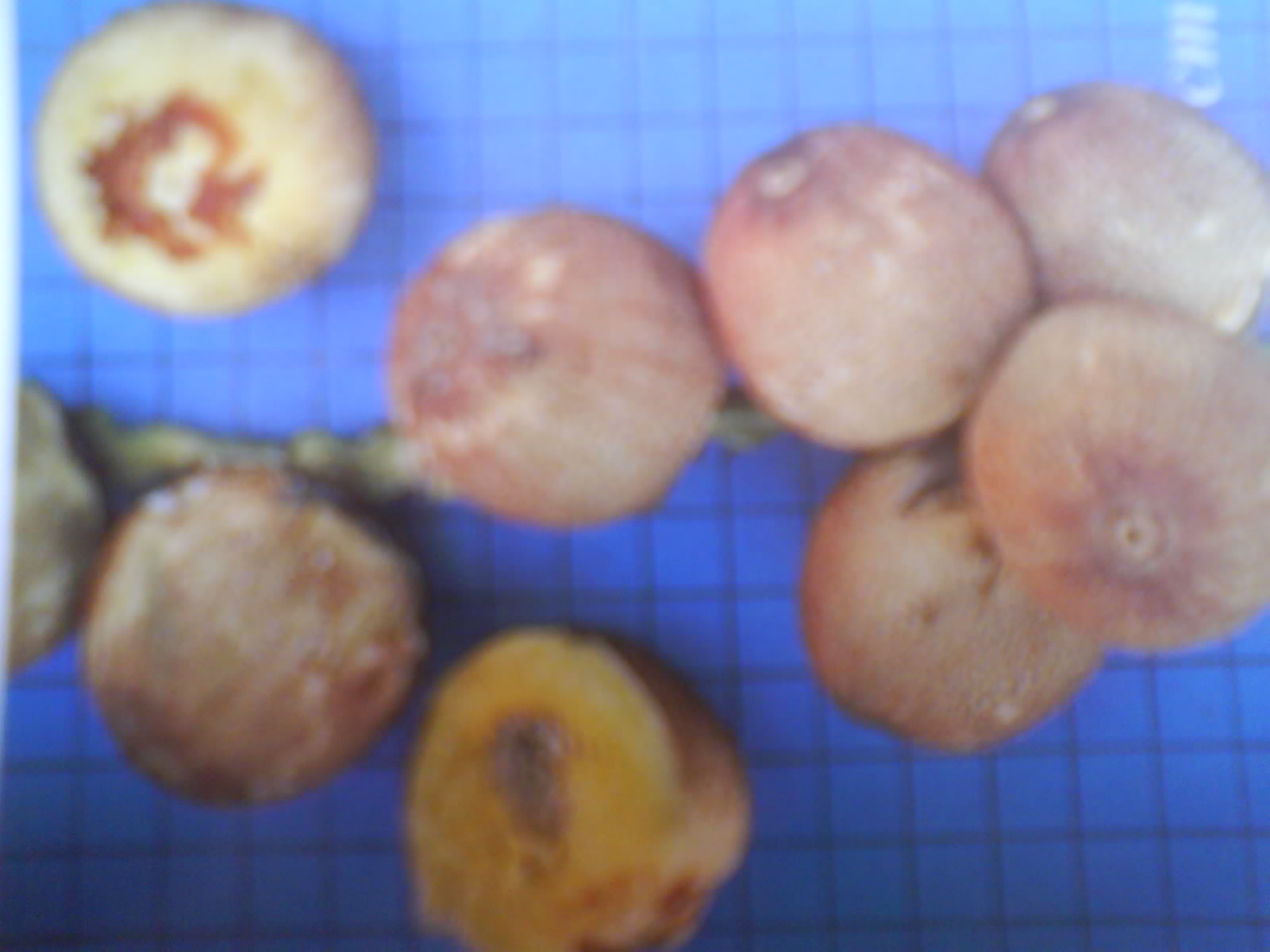
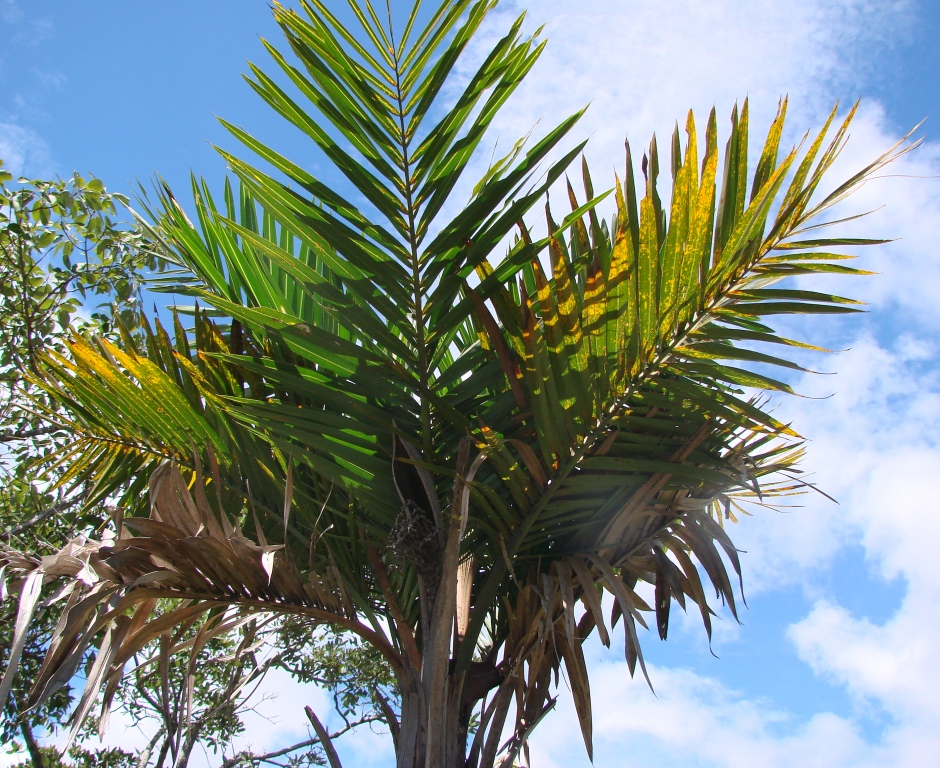
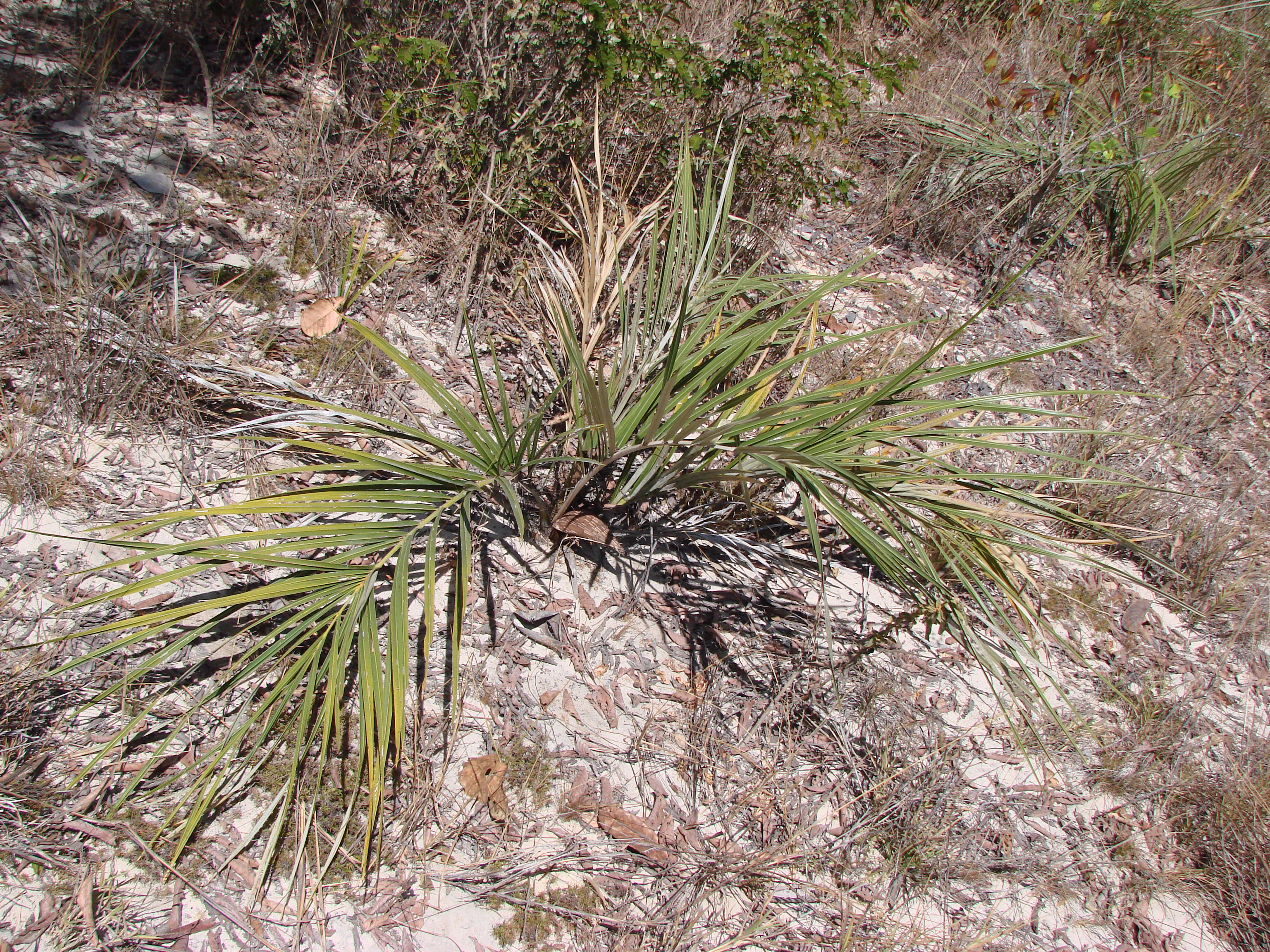
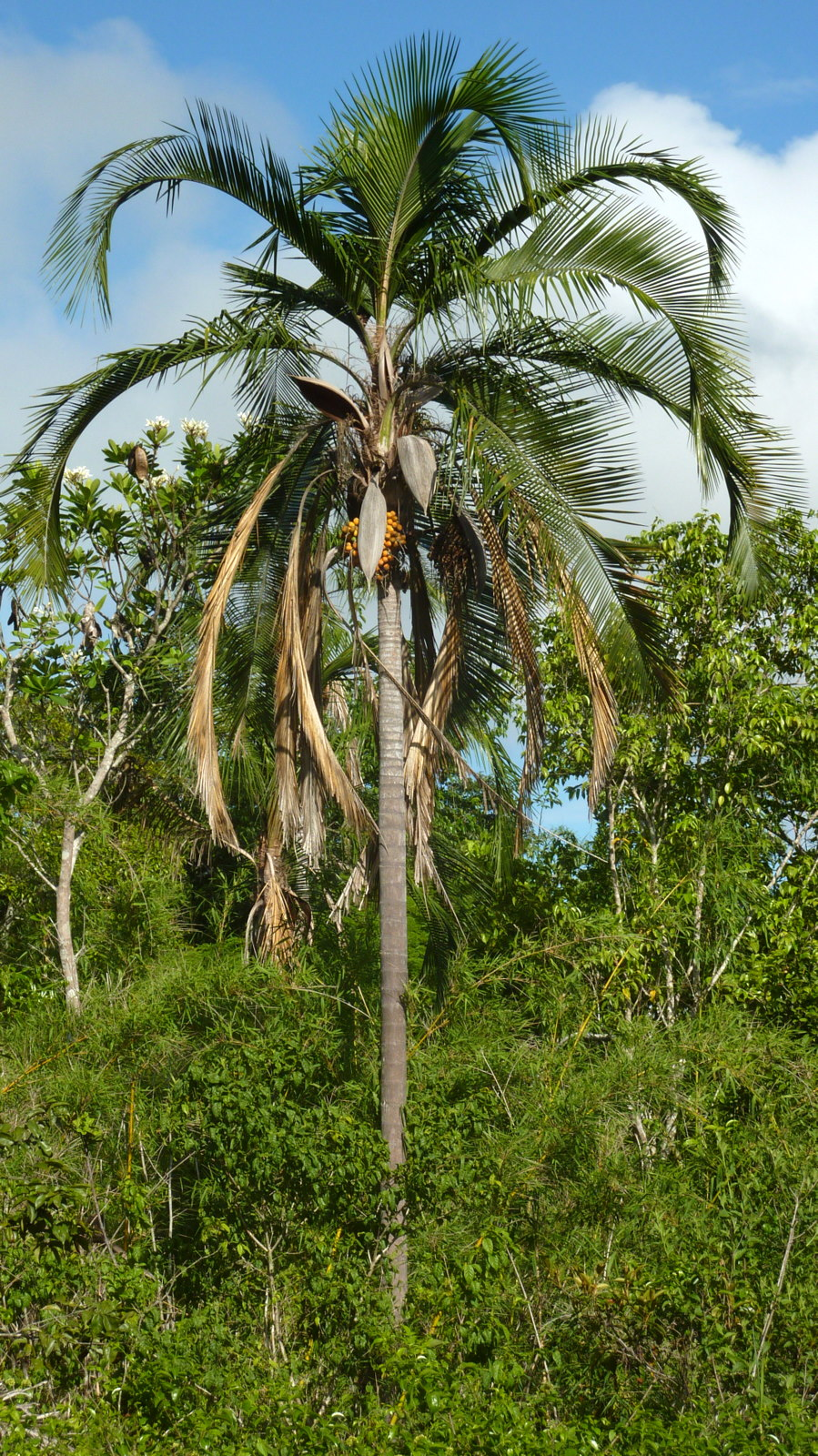

## Dottertaxa tillSyagrus, i alfabetisk ordning[1]
- Syagrus allagopteroides
- Syagrus amara
- Syagrus angustifolia
- Syagrus botryophora
- Syagrus caerulescens
- Syagrus campestris
- Syagrus campos-portoana
- Syagrus campylospatha
- Syagrus cardenasii
- Syagrus cearensis
- Syagrus cerqueirana
- Syagrus cocoides
- Syagrus comosa
- Syagrus coronata
- Syagrus costae
- Syagrus deflexa
- Syagrus duartei
- Syagrus evansiana
- Syagrus flexuosa
- Syagrus glaucescens
- Syagrus glazioviana
- Syagrus gouveiana
- Syagrus graminifolia
- Syagrus harleyi
- Syagrus inajai
- Syagrus itacambirana
- Syagrus kellyana
- Syagrus lilliputiana
- Syagrus loefgrenii
- Syagrus longipedunculata
- Syagrus lorenzoniorum
- Syagrus macrocarpa
- Syagrus matafome
- Syagrus mendanhensis
- Syagrus microphylla
- Syagrus minor
- Syagrus oleracea
- Syagrus orinocensis
- Syagrus petraea
- Syagrus picrophylla
- Syagrus pleioclada
- Syagrus pleiocladoides
- Syagrus procumbens
- Syagrus pseudococos
- Syagrus romanzoffiana
- Syagrus rupicola
- Syagrus ruschiana
- Syagrus sancona
- Syagrus schizophylla
- Syagrus smithii
- Syagrus stenopetala
- Syagrus stratincola
- Syagrus teixeiriana
- Syagrus tostana
- Syagrus vagans
- Syagrus werdermannii
- Syagrus vermicularis
- Syagrus yungasensis